# رسن (درونة)
رسن (بالفارسية: رسن) هي قرية تقع في إيران في قسم درونة الريفي. يقدر عدد سكانها بـ 163 نسمة بحسب إحصاء 2016.